# Mountain (band)
Mountain is een Amerikaanse rockband uit Long Island in de Amerikaanse staat New York.

## Geschiedenis
De oorspronkelijke bezetting bestond uit zanger en gitarist Leslie West (New York, 22 oktober 1945 - Palm Coast, 23 december 2020), bassist-zanger Felix Pappalardi, keyboardspeler Steve Knight en drummer N.D. Smart.  In een latere samenstelling  werd Corky Laing de drummer. De band ging in 1972 uit elkaar en kwam daarna gedurende meerdere perioden en in verschillende samenstellingen weer bij elkaar. Mountain is met tussenpozen sinds 2001 weer actief.
Mountain is het bekendst vanwege de nummers Mississippi Queen en Nantucket Sleighride en om hun optreden tijdens het beroemde Woodstock Festival in 1969. Daarnaast worden zij vaak genoemd om hun invloed op de heavy metal in de jaren 70.
Leslie West (echte naam:Leslie Weinstein) overleed eind 2020 in Palm Coast, hij werd 75 jaar.

## Discografie

### Studioalbums
| Album met eventuele hitnotering(en) in de Nederlandse Album Top 100 | Datum van verschijnen | Datum van binnenkomst | Hoogste positie | Aantal weken | Opmerkingen |
| ------------------------------------------------------------------- | --------------------- | --------------------- | --------------- | ------------ | ----------- |
| Climbing!                                                           | 1970                  | -                     |                 |              |             |
| Nantucket Sleighride                                                | 1971                  | -                     |                 |              |             |
| Flowers of Evil                                                     | 1971                  | -                     |                 |              |             |
| Avalanche                                                           | 1974                  | -                     |                 |              |             |
| Go For Your Life                                                    | 1985                  | -                     |                 |              |             |
| Mystic Fire                                                         | 2002                  | -                     |                 |              |             |
| Masters of War                                                      | 2007                  | -                     |                 |              |             |

### Livealbums
| Album met eventuele hitnotering(en) in de Nederlandse Album Top 100 | Datum van verschijnen | Datum van binnenkomst | Hoogste positie | Aantal weken | Opmerkingen |
| ------------------------------------------------------------------- | --------------------- | --------------------- | --------------- | ------------ | ----------- |
| Mountain Live: The Road Goes Ever On                                | 1972                  | -                     |                 |              |             |
| Twin Peaks                                                          | 1974                  | -                     |                 |              |             |
| Eruption                                                            | 2000 & 2004           | -                     |                 |              |             |

### Compilatiealbums
| Album met eventuele hitnotering(en) in de Nederlandse Album Top 100 | Datum van verschijnen | Datum van binnenkomst | Hoogste positie | Aantal weken | Opmerkingen |
| ------------------------------------------------------------------- | --------------------- | --------------------- | --------------- | ------------ | ----------- |
| The Best of Mountain                                                | 1973                  | -                     |                 |              |             |
| Over the Top                                                        | 1995                  | -                     |                 |              |             |
| Crossroader - An Anthology 70/74                                    | 2010                  | -                     |                 |              |             |